# لوسی واکر
لوسی واکر (انگلیسی: Lucy Walker) کارگردان فیلم و تهیه‌کننده اهل بریتانیا است.
از فیلم‌ها یا مجموعه‌های تلویزیونی که وی در آن‌ها نقش داشته است، می‌توان به سرزمین باطله اشاره نمود.